# Ernst Bamberg
Ernst Bamberg (* 9. November 1940 in Krefeld) ist ein deutscher Biophysiker und Direktor am Frankfurter Max-Planck-Institut für Biophysik.

## Karriere
Bamberg erhielt 1971 für eine Arbeit zum Ionentransport an künstlichen Lipidmembranen den Ph.D. in physikalischer Chemie an der Universität Basel. Anschließend ging er an die Universität Konstanz, wo er 1977 mit einer Arbeit über Ionenpermeabilität und zur Kinetik von Peptidionenkanälen habilitierte. 1979 nahm er am Heisenberg-Programm teil und wurde später Gruppenleiter einer unabhängigen Forschungsgruppe. 1983 wechselte er an das Max-Planck-Institut für Biophysik nach Frankfurt und wurde 1988 Professor an der Johann Wolfgang Goethe-Universität Frankfurt am Main. Seit 1993 ist er Professor für biophysikalische Chemie und Direktor am Frankfurter Max-Planck-Institut für Biophysik.
Bamberg wurde im September 2019 von dem Medienkonzern Clarivate als Anwärter für den im Oktober 2019 vergebenen Nobelpreis für Physiologie gehandelt.

## Forschung
Bambergs Forschungsschwerpunkt sind die Channelrhodopsine. Mit Entdeckung dieser speziellen lichtabhängigen Kanäle in Zellmembranen ist es möglich, in die Informationsübertragung zwischen Nervenzellen einzugreifen. Das hierauf gründende Forschungsgebiet der Optogenetik könnte einmal dazu führen, dass das Sehen bei bestimmten Erblindungen wieder erreicht werden kann. Zudem wurde den Neurowissenschaften eine Vielzahl neuer Untersuchungsmöglichkeiten geschaffen, da Nervenzellen in Zellkultur und im Gehirn lebender Tiere mit hoher Zeit- und Ortsauflösung mit Licht reversibel an- und abgeschaltet werden können.

## Auszeichnungen
- 2009 Wissenschaftspreis: Forschung zwischen Grundlagen und Anwendungen des Stifterverbandes[3]
- 2010 Wiley Prize in Biomedical Sciences, gemeinsam mit Georg Nagel und Peter Hegemann[4]
- 2010 Karl Heinz Beckurts-Preis, gemeinsam mit Georg Nagel und Peter Hegemann[5]
- 2011 Mitglied der Leopoldina[6]
- 2012 Zülch-Preis
- 2013 Brain Prize[7]
- 2019 Rumford-Preis